# São Pedro de Gafanhoeira
São Pedro de Gafanhoeira era una freguesia portuguesa del municipio de Arraiolos, distrito de Évora.

## Historia
Fue suprimida el 28 de enero de 2013, en aplicación de una resolución de la Asamblea de la República portuguesa promulgada el 16 de enero de 2013 al unirse con la freguesia de Sabugueiro, formando la nueva freguesia de Gafanhoeira (São Pedro) e Sabugueiro.

## Patrimonio
- Iglesia de San Pedro, un imponente edificio manierista de finales del siglo XVI, que sustituyó a otro anterior de estilo manuelino, integrando el primitivo ábside en la nueva construcción.[2]